# Царфатська мова
Царфатська мова (також юдео-французька, Tzarfatit / צרפתית) — зникла єврейська мова, яка використовувалася євреями на півночі Франції, а також частково на заході Німеччини та Англії. Вона існувала переважно у середньовіччі й зникла до XIV століття.

## Історія
Назва «Царфатська» походить від біблійного івритського слова «Царфат» (Tzarfat), що спершу використовувалося для позначення міста Сарепта у Фінікії, а згодом стало назвою Франції у єврейській традиції. Термін увів Соломон Бірнбаум.
Царфатська мова почала використовуватися єврейськими громадами у XI столітті як письмова форма для створення глос до Тори й Талмуду. Її популяризували видатні рабини того часу, такі Раші та Моше ха-Даршана. З часом мова стала застосовуватися у світських сферах, включаючи поезію, медицину, астрономію та торгівлю.
Першими текстами цією мовою є глоси рабинів Раші та Моше ха-Даршана в їхніх коментарях до Тори й Талмуду з XI століття. Переслідування та вигнання французьких євреїв до Німеччини призвели до зникнення мови царфатіт у Франції та появи нових центрів писемності цією мовою в таких західнонімецьких містах, як Франкфурт-на-Майні, Майнц і Аахен. Також цією мовою говорили французькі євреї, що переселились до норманської Англії. Царфатіт використовувався там до кінця 14 століття. коли його витіснив їдиш.
Через переслідування, вигнання та знищення євреїв у Франції та сусідніх країнах царфатська мова почала зникати у XIV столітті. Останній відомий текст цією мовою — рецепт харосету, датований 1470 роком.

### Писемність
Царфатська мова писалася гебрейським алфавітом із запозиченням системи діакритичних знаків Тіверіадського івриту. Вона відображала традиції латинського письма, водночас містила незначні запозичення з івриту, головним чином у функціональних словах (артиклі, прийменники).
Царфатська мова використовувала єврейський алфавіт із деякими обмеженнями. Наприклад, графеми ḥет (ח) і ʕайн (ע) не застосовувалися, а деякі літери, як-от каф (כ), самех (ס) та тав (ת), зустрічалися рідко.

### Зразок тексту
Текст (старофранцузькою, єврейським алфавітом):
קוֹזָא קִיאֵייט אַקוֹטֶוּמֵייאָה זֵייט אַטְרָא טוֹאוּטְ אוֹטְרִייֵאָה
Транслітерація:
q̄ōzə qīyēyṭ aqōṭūmēyəh dēyṭ aṭre ṭōūṭ ōṭryēəh
Текст латинкою (старофранцузькою):
Chose qui eit acotumeie, deit etre tout otreieie
Переклад українською:
Те, що є звичаєм, має бути надано вільно
Переклад французькою:
Ce qui est coutumier doit être accordé librement

### Характеристика
Деякі дослідники вважають царфатську мову окремою юдео-романською мовою через специфічні культурні та релігійні особливості її вживання, однак інші стверджують, що це був лише спосіб адаптації старофранцузької до потреб єврейських спільнот. Більшість лінгвістів вважають, що царфатська мова була скоріше письмовою традицією чи діалектом старофранцузької, ніж окремою мовою, тобто вона мала незначні відмінності від мов, якими користувалася християнська більшість у тих самих регіонах.
Царфатська мова, ймовірно, ніколи не була розмовною, а використовувалася переважно як літургійна мова для пояснення біблійних та рабинських текстів. Більшість елементів з івриту зустрічаються у службових словах (артиклі, прийменники тощо), хоча є й такі, що перейшли до дієслів та лексики.